# 303 av. J.-C.
Cette page concerne l'année 303 av. J.-C. du calendrier julien proleptique.

## Événements
- Printemps : prise et destruction de Sicyone par Démétrios Poliorcète[1].
- 13 octobre (1er novembre du calendrier romain) : début à Rome du consulat de Servius Cornelius Lentulus et Lucius Genucius Aventinensis[2]. Des colonies sont envoyées à Alba Fucens et à Sora ; Arpinum et Trebula obtiennent la citoyenneté sans suffrage[3].

- Échec de Séleucos Ier en Inde[4]. Il signe  un traité de paix avec Chandragupta Maurya. Séleucos cède l’Arachosie et les Paropamisades et reçoit en échange 500 éléphants de guerre et Chandragupta épouse une de ses filles. L’empire Maurya s’étend de l’Indus au golfe du Bengale. Séleucos envoie le géographe Mégasthène en ambassade auprès du roi Chandragupta (303-297 av. J.-C.)[5]
- En Syrie, le roi Séleucos Ier fonde la ville de Doura Europos. Orra reçoit une colonie macédonienne et prend le nom d’Édesse[6].

- Expédition en Italie de Cléonyme, fils du roi de Sparte, à l'appel de Tarente. Il impose la paix aux Lucaniens, puis s'empare de Métaponte avant d'être mêlé aux affaires de Corcyre[7].

## Décès en 303 av. J.-C.
- Polyperchon, général macédonien.